# Rob McElhenney
Robert McElhenney (sinh 14 tháng 4 năm 1977) là nam diễn viên, đạo diễn người Mỹ..

## Thời thơ ấu
McElhenney sinh ra tại Philadelphia, anh là người con cả trong gia đình có ba anh em. Cha mẹ anh là người gốc Ireland.